# جيمس إي. بيرك
جيمس إي. بيرك (بالإنجليزية: James E. Burke)‏ هو رجل أعمال أمريكي، ولد في 28 فبراير 1925 في روتلاند في الولايات المتحدة، وتوفي في 28 سبتمبر 2012.